# Trepanation
Trepanation è il primo album del gruppo statunitense American Head Charge, pubblicato nel 1999 in maniera indipendente.

## Tracce
1. Reach and Touch – 4:32
2. Different – 3:40
3. Seamless – 4:18
4. Fall – 4:44
5. Never Get Caught – 4:19
6. What – 3:32
7. When I Failed – 5:49
8. Stature – 4:08
9. To Taste Acid – 3:13
10. Feel the Curtain – 3:16
11. We Believe – 3:34
12. Desertion – 5:15
13. Pushing the Envelope – 3:16
14. Pretty Face – 8:11